# Notommata veroleti
Notommata veroleti är en hjuldjursart som beskrevs av Pourriot 2006. Notommata veroleti ingår i släktet Notommata och familjen Notommatidae. Inga underarter finns listade i Catalogue of Life.